# Theuma, Sachsen
Theuma är en kommun och ort i Vogtlandkreis i förbundslandet Sachsen i Tyskland. Kommunen har cirka 1 000 invånare.
Kommunen ingår i förvaltningsområdet Jägerswald tillsammans med kommunerna Bergen, Tirpersdorf och Werda.